# ドーリス・バルデス
ドーリス・バルデス（Dauris Valdez, 1995年10月22日 - ）は、ドミニカ共和国バニ出身のプロ野球選手（投手）。右投右打。MLBのシカゴ・カブス傘下所属。

## 経歴

### プロ入りとパドレス傘下時代
2016年2月12日にアマチュアFAでサンディエゴ・パドレスと契約してプロ入り。プロ入り後はドミニカン・サマーリーグ・パドレスでプロデビューを果たし、4勝3敗、防御率3.51の成績を残した。
2017年は、トリシティ・ダストデビルズとフォートウェイン・ティンキャップスでプレーした。17試合に登板して1勝2敗、防御率3.67を記録した。
2018年は、A-級のレイクエルシノア・ストームでプレーした。48試合に登板して1勝4敗、防御率4.39を記録した。シーズン終了後はアリゾナ・フォールリーグのピオリア・ハベリーナズでプレーした。
2019年は、AA級のアマリロ・ソッドプードルズでプレーした。43試合の先発で2勝0敗、防御率4.23の成績を残した。
2020年は、新型コロナウイルスの影響でマイナーリーグの試合が開催されなかったため、プレーしなかった。

### カブス時代
2021年4月5日にジェームズ・ノーウッドとのトレードでシカゴ・カブスに移籍した。